# Lithops vallis-mariae
Lithops vallis-mariae är en isörtsväxtart som först beskrevs av Moritz Kurt Dinter och Schwant., och fick sitt nu gällande namn av Nicholas Edward Brown. Lithops vallis-mariae ingår i släktet Lithops och familjen isörtsväxter. Inga underarter finns listade i Catalogue of Life.